# تيد تونكس
تيد تونكس (بالإنجليزية: Ted Tonks)‏ هو شخصية خيالة لساحر من سلسلة هاري بوتر للمؤلفة البريطانية جي كي رولينغ. هو والد نيمفادورا تونكس وزوج أندروميدا تونكس، وهو أحد السحرة المولودين من العامة وأحد أفراد جماعة العنقاء. توفي قبل ولادة حفيده بشهر والتي أسمت أبنها على اسم جده تيدي ريموس لوبين.